# 860–880 Lake Shore Drive Apartments
860 en 880 Lake Shore Drive zijn twee gebouwen in Chicago ontworpen door de Duits-Amerikaanse architect Ludwig Mies van der Rohe.

## Galerij

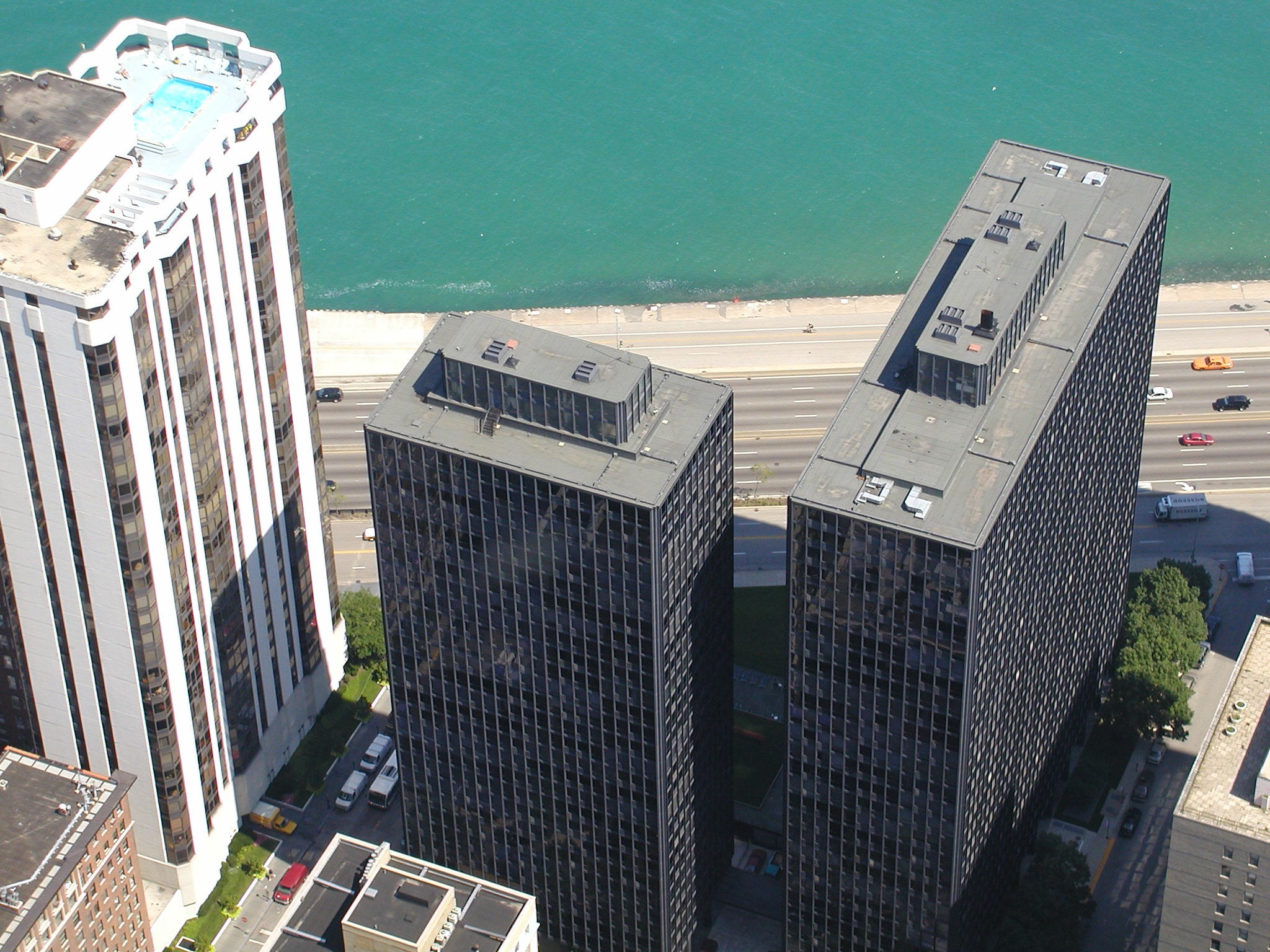
De gebouwen gezien vanaf het John Hancock Center
Gezien vanaf ooghoogte
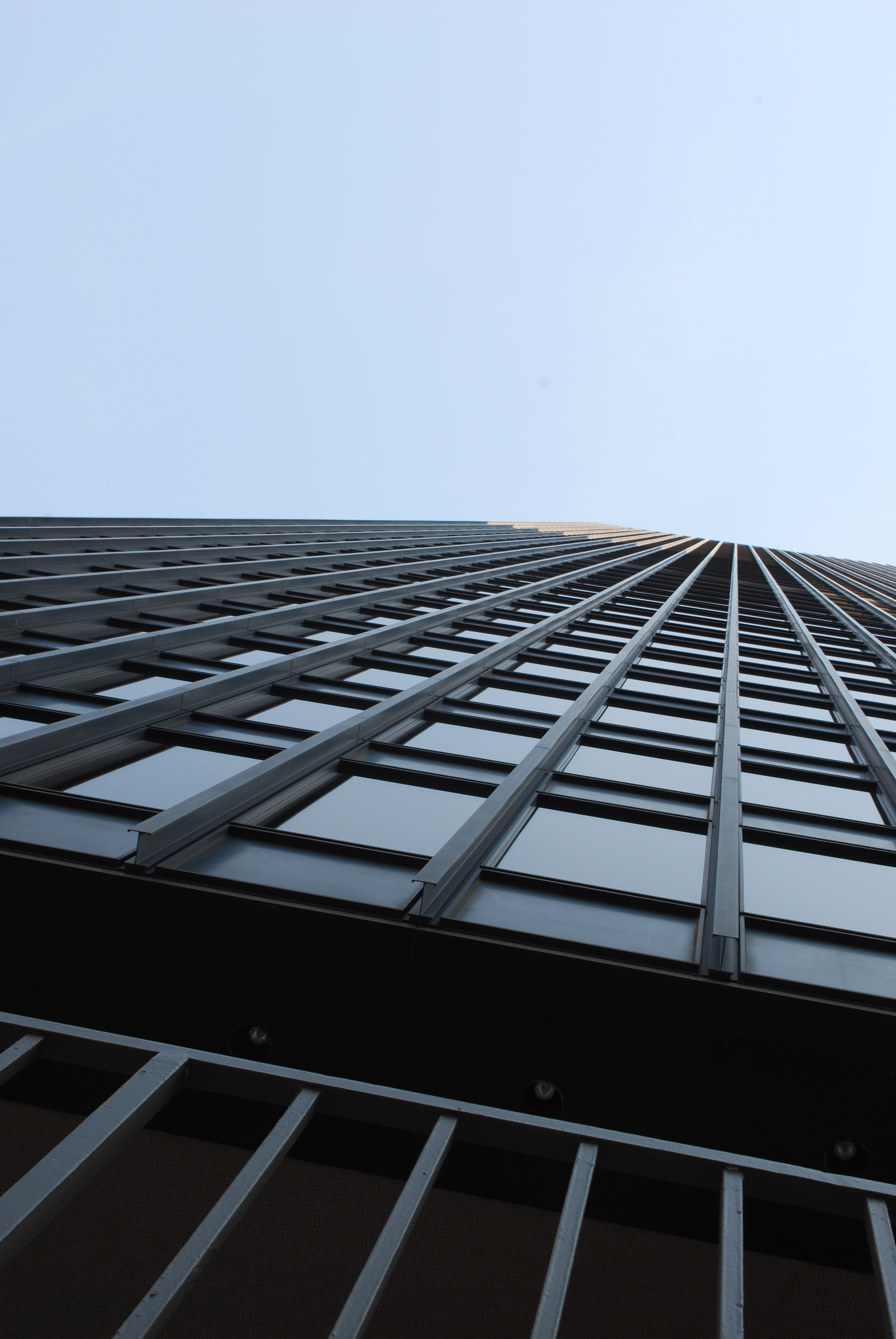
Detail van de kozijnstijlen